# Organisations unies pour l'indépendance du Québec
Pour les articles homonymes, voir CSQ.
Les Organisations unies pour l'indépendance du Québec (OUI Québec), auparavant Conseil de la souveraineté du Québec (CSQ), est une organisation de la société civile qui vise à promouvoir l'indépendance du Québec. 

## Histoire
Un premier organisme appelé « Conseil de la souveraineté du Québec » a été fondé peu avant la tenue du référendum de 1995 sur l'indépendance du Québec par l'ex-ministre péquiste Yves Duhaime et une autre militante souverainiste, Louise Laurin, dans le but de faire la promotion de l'option indépendantiste. Doté de fonds totalisant 4 millions $ par le gouvernement Parizeau, il avait surtout mené des campagnes publicitaires dans les mois précédant le référendum, et était devenu inactif après celui-ci.
En 2002, le Premier ministre Bernard Landry relance le Conseil, confiant sa présidence à l'ex-syndicaliste Gérald Larose. Le Conseil de la souveraineté vise à promouvoir la souveraineté du Québec à travers les moyens de l'information. Lorsque le Parti québécois est battu par les libéraux de Jean Charest en avril 2003, le conseil a perdu son financement gouvernemental et a dû chercher ses fonds au sein du PQ. La question de la neutralité politique de l'État avait été mise en cause lors des débats sur le conseil.
Il y avait alors 125 membres dans le conseil général. Le conseil d'administration était composé de onze membres, recevant des recommandations de la part d'un comité d'experts. Plusieurs membres influents du mouvement souverainiste étaient alors impliqués dans le conseil: Vivian Barbot, Joseph Facal, Maria Mourani, François Parenteau, Hélène Pedneault, Jacques Parizeau, Gilles Rhéaume et Monique Richard. Certaines personnalités comme Josée Legault et Yves Michaud ont été exclues du conseil en raison de divergences personnelles.
En 2005, le conseil salue le développement de l'Union des forces progressistes (UFP). En 2006, le conseil a suscité un autre débat en publiant un manuel qui conseillait d'enseigner les mérites de la souveraineté de l'école maternelle jusqu'à l'université. En 2013, sous la présidence de Gilbert Paquette, le Conseil se restructure pour devenir une organisation regroupant plusieurs organismes en faveur de l'indépendance du Québec.
Lors du Rassemblement citoyen pour l'indépendance du Québec de septembre 2014, le changement de nom de l'organisation pour Organisations unies pour l'indépendance du Québec a été annoncé.
En 2021, Camille Goyette-Gingras, entrepreneuse sociale, prend la présidence des OUI Québec, succédant à Claudette Carbonneau. Sous la gouverne de Goyette-Gingras, l'organisation prend un virage plus actif, désormais davantage axé sur la mobilisation jeunesse,. 

## Présidents
- Gérald Larose (2002 - janvier 2013)
- Gilbert Paquette (janvier 2013 - 4 septembre 2015)
- Claudette Carbonneau (4 septembre 2015 - 27 novembre 2021)
- Camille Goyette-Gingras (depuis le 27 novembre 2021[8])

## Organisations membres
- Mouvement national des Québécoises et Québécois
- Société Saint-Jean-Baptiste de Montréal
- Réseau Cap sur l’indépendance
- Intellectuels pour la souveraineté
- Centre étudiant de recherche et d’action nationale de l’UQAM (CERAN)

## Mouvements sociaux
- Fédération des travailleurs et travailleuses du Québec
- Confédération des syndicats nationaux
- Réseau des dirigeantes et dirigeants d’entreprise

## Tables régionales
- Bas-Saint-Laurent
- Saguenay-Lac-Saint-Jean
- Capitale-Nationale–Centre-du-Québec
- Mauricie
- Estrie
- Outaouais
- Abitibi
- Laval
- Lanaudière
- Laurentides
- Richelieu-Yamaska
- Suroît

## Comités thématiques
- Jeunes et indépendance
- Environnement et indépendance
- Réseau des citoyennes pour l’indépendance (RéCI)
- Communautés culturelles et indépendance
- Autochtones et indépendance
- Les Allumettes